# Abonsam
Abonsam è uno spirito del male dell'Africa occidentale, in particolare del Ghana. 

## Nella cultura ghanese
Quando un'area è afflitta da disgrazie o malattie e gli sciamani locali hanno affermato che la colpa è di Abonsam, lo spirito è guidato al mare tramite un rituale che comincia con quattro settimane di totale silenzio, seguite dalla rimozione di tutto il mobilio dalle case coinvolte; l'interno delle case è poi battuto con dei bastoni e si crea un gran rumore con grida e spari.